# Kapu (Hawaii)
Kapu is de ruime verzameling van religieuze, wereldlijke en culturele voorschriften, gedragsregels, gewoontes en legendes die eeuwenlang het leven van de bevolking op de Hawaïaanse eilanden bepaalden tot in het kleinste detail. De kapu werd aangewend door de bovenste bevolkingslagen om hun macht en privileges te handhaven. Overtreding van een dwingende gedragsregel van de kapu werd niet zelden onmiddellijk bestraft met de dood.
De invloed van de kapu nam geleidelijk af in de negentiende eeuw, onder invloed van contacten met andere beschavingen. Dit werd versneld doordat ook enkele verlichte leden van de Hawaïaanse koninklijke familie basisregels van de kapu — zoals het gescheiden nuttigen van maaltijden door mannen en vrouwen — opzettelijk doorbraken.
De kapu (ook wel geschreven als 'tabu') komt ook voor in andere Polynesische culturen en betekent letterlijk "gehoorzaam of sterf".